# 은상어과
은상어과(Chimaeridae)는 은상어목에 속하는 연골어류과의 하나이다. 은상어와 갈은상어, 말총꼬리은상어, 유령은상어 등을 포함하여 2속 36종으로 이루어져 있다. 전세계 온대와 열대 해역에서 발견된다.

## 하위 분류
- 은상어속 (Chimaera) - 은상어 등 13종
- 갈은상어속 (Hydrolagus) - 갈은상어, 말총꼬리은상어, 유령은상어 등 25종